# Route nationale 30 (Madagascar)
Pour les articles homonymes, voir Route nationale 30.
La route nationale 30 (N 30) est une route nationale s'étendant de Madirofolo jusqu'à Ankify à Madagascar.

## Description
La route nationale 30 parcourt 17 kilomètres dans la région de Diana dans le nord de Madagascar.
Elle part de la N 6 à Madirofolo près d'Ambanja et de l'Aérodrome d'Ampampamena.
Puis elle se dirige vers le nord-ouest jusqu'à Ankify, d'où des traversiers mènent à Andoany (Hell-Ville) sur l'île de Nosy Be.

## Parcours
- Madirofolo
- Ampahakabe
- Ankify
- traversiers pour Hell-Ville